# Cattedrale di Sant'Efrem il Siro (Burbank)
La cattedrale di Sant'Efrem il Siro (in inglese: Cathedral of St. Ephraim) è la cattedrale ortodossa siriaca di Burbank, negli Stati Uniti d'America, e sede vescovile dell'arcieparchia degli Stati Uniti Occidentali.

## Storia
La chiesa di Sant'Efrem è stata fondata a Hollywood, in California, nel 1962, da alcune famiglie ortodosse siriane guidate dal reverendo Fadel Fedail. La comunità ha acquisito l'edificio della chiesa in Hoover Street nel 1967. Nell'agosto del 1989 la sede della comunità fu trasferita nell'odierna chiesa a Glenoaks Bulevard, a Burbank, in California.
Nel novembre 1995, il Santo Sinodo guidato dal Patriarca Ignatius Zakka I Iwas decise di dividere l'Arcieparchia di Stati Uniti e Canada in tre Arcidiocesi, una delle quali quello degli Stati Uniti Occidentali, con cattedrale la chiesa di Sant'Efrem il Siro.